# Az utolsó háború (film)
Az utolsó háború (eredeti címe: The Fourth War) 1990-es amerikai politikai filmdráma, amelyet John Frankenheimer rendezett. A forgatókönyvet Kenneth Ross készítette. A főbb szerepekben Roy Scheider és Jürgen Prochnow. 1990. március 23-án mutatták be az Egyesült Államokban. Magyarországon a TV2 és a Duna TV tűzte a műsorára.

## Cselekmény
Jack Knowles ezredes az amerikai hadseregből a katonai bíróság előtt áll, és elmeséli mi történt.
1988-ban a magasan kitüntetett, de forrófejű vietnámi hős Knowles a Német Szövetségi Köztársaság és Csehszlovákia határán állomásozó egység parancsnoka lesz. A határ túloldalán lévő orosz egység parancsnoka Valachev ezredes, az afganisztáni háború veteránja. Kettejük között macska-egér játék kezdődik egy határincidens során, amelyben egy férfi menekülés közben meghal. Knowles megtámad egy orosz határállomást, és megalázza a katonákat azzal, hogy arra kényszeríti őket, hogy énekeljék el neki a Boldog Szülinapot. Valachev ezredes felrobbantja Knowles ezredes terepjáróját egy ballisztikus rakétával, Knowles pedig bosszút áll, felrobbantva egy határtornyot. Knowles felettese, a tábornok, arra kéri, hogy állítsa le a férfi a magánháborúzást.
Valachev csapdát állít Knowlesnak azzal, hogy egy nőt küld hozzá, aki segítséget kér tőle az illegális határátlépéshez, mert a lánya Csehszlovákiában él. Knowles átkel a nővel a határon, de átlát a csapdán. Elrabolja Valachevet, és dulakodásra kerül sor a dzsipjében, amely felborul. Valachev a határfolyóig üldözi Knowlest, és a vízben közelharc tör ki. Az amerikai és orosz katonák tankokkal és helikopterekkel érkeznek. Csak akkor állnak meg, amikor a két tiszt meglátja a puskák célzókészülékeinek lézersugarát a testükön.
A film Albert Einstein idézetével zárul: Nem tudja, milyen fegyvereket fognak használni a harmadik világháborúban, de a negyedik világháborúban csúzlikat (az eredetiben köveket).

## Szereplők
| Szerep                 | Színész            | Magyar hang        | Magyar hang         | Magyar hang        |
| Szerep                 | Színész            | 1. magyar változat | 2. magyar változat  | 3. magyar változat |
| ---------------------- | ------------------ | ------------------ | ------------------- | ------------------ |
| Jack Knowles ezredes   | Roy Scheider       | Beregi Péter       | Reviczky Gábor      | Végvári Tamás      |
| Valachev ezredes       | Jürgen Prochnow    | Karsai István      | Megyeri János       | Csernák János      |
| Clark hadnagy          | Tim Reid           | Kassai Károly      | Papp János          | Hankó Attila       |
| Elena                  | Lara Harris        | Csere Ágnes        | Majsai-Nyilas Tünde | Németh Zsuzsa      |
| Hackworth tábornok     | Harry Dean Stanton | Versényi László    | Tolnai Miklós       | Versényi László    |
| főtörzsőrmester        | Dale Dye           |                    |                     | Pálfai Péter       |
| katonai rendőr tizedes | William MacDonald  |                    |                     |                    |
| esetlen katona         | David Palffy       |                    |                     |                    |

## Fogadtatás

### Kritikai visszhang
A film a Rotten Tomatoeson 64%-os minősítést ért el 11 értékelés alapján. Rene Jordan az El Nuevo Heraldtól azt írta: „A lassú, szinte hivalkodó, durván beskatulyázott rendezés azt sugallja, hogy Frankenheimer kompromisszumként fogadta el a filmet.” Dennis Schwartz azt írta: „Egy szerény, de rendkívül szórakoztató, furcsa hidegháborús thriller.” Roger Ebert szerint: „Az utolsó háború lényegében egy olyan ember pszichológiai tanulmánya, akinek a zsanérjai szétesnek.”
A Metacritic 57 pontot adott 15 vélemény alapján. Jay Carr a Boston Globe-tól azt írta: „Értelmesen kidolgozott, átlagon felüli ebben a feltehetően haldokló műfajban, és ha túl tudsz lépni néhány potenciális hitelességi problémán, akkor lebilincselőnek fogod találni.” Michael Wilmington a Los Angeles Timestól azt írta: „Az utolsó háborúnak nincs sok értelme, de erőteljes színészi játék és gyönyörű rendezés jellemzi.” Judy Stone a San Francisco Chronicle-től azt írta: „Az utolsó háború, amelyet tegnap mutattak be az Alexandriában, két csökönyös katonatisztről szól, egy amerikairól és egy oroszról. Megérdemlik egymást. Mi nem.”

### Bevétel adatai
A Box Office Mojo szerint a film 1,3 millió dolláros bevételt ért el, a költségvetésről nincs adat.